# Grete Zimmer

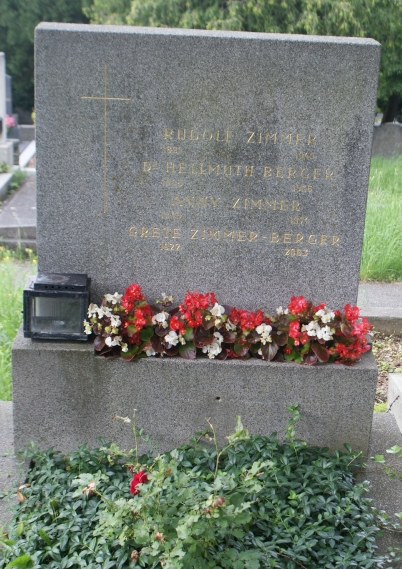
Grete Zimmer Grabstätte

Grete Zimmer-Berger (eig. Margarete), auch Greta Zimmer (* 9. Dezember 1922 in Wien; † 28. Juli 2003 ebenda), war eine österreichische Schauspielerin.

## Leben
Die Wienerin besuchte nach dem Abitur das Max-Reinhardt-Seminar ihrer Heimatstadt und gehörte seit 1945 zum Ensemble des Theaters in der Josefstadt. Sie gab ihr Debüt als Kay in Die Zeit und die Conways, danach übernahm sie zahlreiche weitere Theaterrollen.
1946 war sie die erste Buhlschaft im Jedermann bei den Salzburger Festspielen nach der Zerschlagung des Nationalsozialismus.
Gastspiele führten sie an das Akademietheater, das Volkstheater und an die Volksoper in Wien sowie zu den Salzburger Festspielen, den Seefestspielen Mörbisch, nach Berlin und zu den Bad Hersfelder Festspielen und den Kreuzgangspielen Feuchtwangen. Grete Zimmer, Ehrenmitglied des Theaters in der Josefstadt, spielte ihre letzte Rolle als Mrs. Ethel Chauvenet in Mary Chases Mein Freund Harvey 1993 an den Wiener Kammerspielen.
Beim Film war Grete Zimmer in einigen kleineren Rollen zu sehen. In Kronprinz Rudolfs letzte Liebe verkörperte sie 1956 die vom Kronprinzen (gespielt von Rudolf Prack) vernachlässigte Kronprinzessin Stephanie. Sie war Mutter einer Tochter.
Ihre Grabstätte befindet sich auf dem Neustifter Friedhof (Gruppe N, Reihe 10, Nummer 21) in Wien. Im Jahr 2010 wurde in Wien-Donaustadt (22. Bezirk) die Grete-Zimmer-Gasse nach ihr benannt.

## Filmografie
- 1948: Der Leberfleck
- 1949: Ein bezaubernder Schwindler
- 1954: Wiener Herzen (Der Komödiant von Wien)
- 1956: Fidelio (Synchronstimme)
- 1956: Gasparone
- 1956: Kronprinz Rudolfs letzte Liebe
- 1958: Die Conways und die Zeit
- 1960: Wegen Verführung Minderjähriger
- 1962: Die vergessenen Jahre
- 1963: Biedermann und die Brandstifter
- 1965: Don Juan oder Die Liebe zur Geometrie
- 1966: Der Mörder mit dem Seidenschal
- 1966: Pater Brown (Fernsehserie) (Staffel 1, Folge 7 Das Auge des Apoll)
- 1968: Die Unbekannte aus der Seine
- 1969: Die Geschichte der 1002. Nacht
- 1970: Das weite Land
- 1971: Wiener Totentanz
- 1971: Scherenschnitte
- 1972: Der letzte Werkelmann
- 1972: Defraudanten
- 1972: Galgentoni
- 1972: Briefe von gestern
- 1974: Der Abituriententag
- 1975: Diapositive
- 1975: Tatort – Urlaubsmord
- 1975: Der Alte (Staffel 6, Folge 6 Eine Frau ist verschwunden)
- 1976: Feuerwerk
- 1978: Sechs Personen suchen einen Autor
- 1979: Derrick (Folge 60: Besuch aus New York)
- 1980: Land, das meine Sprache spricht
- 1980: Glaube Liebe Hoffnung
- 1982: Das Loch in der Donau
- 1982: Der Narr von Wien
- 1984: Pariser Leben
- 1987: Tatort – Der letzte Mord